# Митволь, Олег Львович
Оле́г Льво́вич Ми́тволь  (род. 3 октября 1966, Москва) — российский политик, бывший префект Северного административного округа города Москвы (с июля 2009 по октябрь 2010 года). Бывший заместитель руководителя Росприроднадзора — Федеральной службы по надзору в сфере природопользования (2004—2009). Общественный деятель в сфере экологии и защиты окружающей среды. Председатель Центрального Совета экологической политической партии «Альянс зелёных — Народная партия» (2012—2015). На выборах в Государственную думу (2016) возглавлял список Российской экологической партии «Зелёные». Председатель совета директоров Красноярского треста инженерно-строительных изысканий.

## Образование
В 1983 году окончил московскую среднюю школу № 207 с золотой медалью, член ВЛКСМ. В 1988 году окончил Московский электротехнический институт связи, в 1989 году — центр при Московском институте народного хозяйства им. Плеханова по специальности «экономическое управление исследовательскими и конструкторскими разработками». В 1988 году занял должность инженера в Институте космических исследований.
Доктор исторических наук. В 2002 году в Московском педагогическом университете защитил кандидатскую диссертацию по теме «Власть и пресса в СССР и Российской Федерации (1985—1999 гг.)», в 2004 году там же защитил докторскую диссертацию по теме «Формирование и реализация информационной политики в СССР и Российской Федерации: 1917-1999 гг.». Олег Митволь владеет немецким и английским языками.

## Деятельность в сфере бизнеса
В ноябре 1989 года начинает деятельность в сфере частного предпринимательства. В начале 1990-х годов, как утверждали СМИ, занимался оптовой торговлей, госзаказами и поставками авиатехники за рубеж. Кроме того, занимался оптовой торговлей, участвовал в контракте на поставку авиатехники в Малайзию, приобрел пивоваренный завод в Ставропольском крае.
В 1994 году стал заместителем председателя совета банка «Нефтяной Альянс». В 1997 году возглавил совет директоров ОАО «Информационно-издательская группа „Новые Известия“» (ежедневная газета «Новые Известия» и еженедельник «Московская комсомолка»). СМИ утверждали, что Митволь был держателем контрольного пакета (76 %) акций «Новых Известий». 20 февраля 2003 года отстранил от работы главного редактора и генерального директора «Новых Известий» Игоря Голембиовского. Причиной отставки назывались некие финансовые махинации, якобы осуществляемые руководством газеты при Голембиовском. В свою очередь, Березовский утверждал, что истинной причиной отставки стал вышедший в газете материал «о возрождении культа личности Путина».
В 2005 году был одним из главных инициаторов сноса посёлка «Речник» в пойме Москва-реки в интересах неизвестных третьих лиц, вызвавшего скандал.
В 2016 г. ЦИК РФ по выборам в Государственную Думу РФ в 2016 г. опубликовала сведения о доходах Митволя: за 2015 год он заработал 63,9 млн рублей.
С 2018 года является председателем совета директоров Красноярского треста инженерно-строительных изысканий (КрасТИСИЗ), купив акции предприятия.
В настоящее время трест актуализирует проект конца 1980-х — начала 1990-х годов красноярского метрополитена.

## Экологические расследования
В апреле 2004 года Митволь был назначен заместителем руководителя Федеральной службы по надзору в сфере природопользования (Росприроднадзор).
На новом посту Митволь начал борьбу с собственными чиновниками, которых обвинял в коррумпированности, и инициировал так называемую «дачную войну» — ликвидацию коттеджей, построенных в водоохранной зоне. Так, в начале августа 2005 года подвергся ликвидации дачный кооператив в поселке Пятница на Истринском водохранилище, затем последовало обращение Олега Митволя в прокуратуру относительно законности постройки личной дачи бывшего премьера Михаила Касьянова в Троице-Лыково. Тогда же Митволь пообещал снести незаконные постройки на берегах Байкала и закрыть Байкальский целлюлозно-бумажный комбинат.
В 2006 году вместе с министром природных ресурсов Юрием Трутневым Митволь инспектировал нефтедобывающий объект Сахалин-2, эксплуатируемый компанией Sakhalin Energy, принадлежащей Shell. По заключению экологов, добыча нефти в этом районе наносила ущерб окружающей среде. Митволь и Трутнев пригрозили отозвать у нефтяников лицензию, если ущерб не будет возмещён. Shell обвинили российские власти в попытке надавить на Sakhalin Energy с целью передачи месторождений Газпрому.
13 апреля 2009 года подал заявление на увольнение из Росприроднадзора.

## Общественная деятельность
В середине октября 2009 года в СМИ появились сообщения о том, что Митволь может стать одним из лидеров партии «Яблоко» и будет отвечать в партии за выборы, политические и финансовые вопросы. 
Однако этого так и не произошло: по словам Митволя, его проект глубокого переустройства партии не нашёл понимания в руководстве «Яблока», а ряд экспертов объяснили такой исход низкой «договороспособностью» демократов и их нежеланием чем-либо делиться.
После неудачных переговоров и несостоявшегося вхождения в руководство партии «Яблоко» Митволь в начале 2009 года объявил о создании собственного общественного экологического движения «В защиту конституционного права граждан на благоприятную окружающую среду „Зеленая альтернатива“». В конце марта 2009 года оно было официально зарегистрировано в Минюсте.
28 мая 2009 года Митволь баллотировался кандидатом на выборы главы Одинцовского района Московской области. В июле 2011 года принял решение участвовать в праймериз «Единой России» по Пермскому краю.
21 марта 2012 года Митволь заявил о создании политической партии, новая партия будет называться «Альянс Зелёных — Народная партия». Учредительный съезд новой экологической партии состоялся 24 апреля этого года в Можайске. 29 мая партия была официально зарегистрирована Минюстом России.
6 сентября 2012 года Митволь был зарегистрирован кандидатом в мэры г. Химки. Позже в СМИ появилась информация, что Митволя избирательная комиссия планирует снять с выборов за оплату агитационных материалов не из избирательного фонда. По итогам выборов занял третье место, набрав 14,41 % голосов избирателей.
7 апреля 2013 года заявил о намерении участвовать в выборах мэра Екатеринбурга, которые должны были пройти в сентябре 2013 года. Свои шансы глава центрального совета «Альянса зеленых — Народная партия» оценил высоко, при этом он также высказался относительно других кандидатов. 16 апреля 2013 года провёл в Екатеринбурге пресс-конференцию, обрушившись с критикой на городские власти, при этом заявил, что нельзя говорить, что его ничто не связывает с Екатеринбургом, так как его жена родом из Свердловска.
В 2015 году смещён с поста председателя Центрального совета Альянса зелёных. В 2016 году на выборах в Государственную думу возглавлял партийный список Российской экологической партии «Зелёные».

## Деятельность на посту префекта
1 июля 2009 года назначен мэром Москвы Ю. М. Лужковым на пост префекта Северного административного округа. В должность вступил 7 июля 2009 года.
18 сентября 2009 года распорядился снять вывеску с шашлычной «Антисоветская». Поводом послужило письмо председателя московского совета ветеранов В. И. Долгих, в котором он упомянул, что название шашлычной «Антисоветская» оскорбляет ветеранов, «которые уважительно относятся к советскому периоду в нашей истории», и просил убрать с фасада шашлычной «неуместный политический каламбур». Методы Митволя подробно анализировались экспертами:

Почему руководством к действию власти стал именно протест против названия шашлычной, а не против изменения названия страны (в марте 1991 они-то явно голосовали тогда за сохранение Советского Союза)? Между прочим, предыдущую деятельность Митволя-политика, бизнесмена и медиа-магната можно охарактеризовать если и не «антисоветской», то «асоветской», что выразилось и в этапах искоренения шашлычной, оказавшейся в роли куска брошенного мяса. Уместно в данном случае вспомнить попытку организации в ходе выборов 1999 года «антилужковской» газеты «Московская комсомолка» (ответвления тогдашних «Новых Известий»), в пику газете «мужского пола» «МК», поддерживавшей действующего мэра.
Осенью 2009 года Митволь также добился закрытия в Москве гей-клуба «Душа и тело».
4 октября 2010 года и. о. мэра Москвы Владимир Ресин освободил Митволя от занимаемой должности. Сам Митволь назвал решение о своем увольнении незаконным, поскольку на тот момент находился на больничном.

## Полемика и критика

### Конфликт с движением «Наши»
2 сентября 2010 года, будучи префектом Северного округа Москвы, Митволь объявил о том, что молодёжное прокремлёвское движение «Наши» незаконно занимает помещение, отведённое под их штаб-квартиру. Речь шла о здании детского сада на 1-й улице Ямского поля. Митволь посчитал, что здание должно быть возвращено в систему образования, чтобы сократить очередь желающих получить место в детском саду в Беговом районе. Митволь направил заместителю мэра Москвы письмо с соответствующей просьбой. Согласно Митволю, «Нашим» было отказано в продлении договора аренды помещения в июле, и к 9 августа движение должно было покинуть здание, однако этого не произошло. По словам Митволя, «было бы неплохо», если бы активисты «Наших» отремонтировали детский сад и вернули его городу добровольно. Он считает, что было бы «некрасиво» освобождать помещение при помощи судебных приставов.
В ответ активисты движения «Наши» 8 сентября вывесили на стене здания на Ленинградском проспекте баннер с портретом Митволя и сообщением о том, что в этом и соседнем доме находятся бордели. По словам Митволя, повесившие плакат люди срезали замки на чердак и вывесили дорогостоящую конструкцию. При этом, как утверждает префект, было повреждено государственное имущество. Документы, связанные с инцидентом, были переданы в ОВД Бегового района.
Активисты движения «Наши» объяснили акцию желанием указать Митволю на то, в каких домах на территории округа действуют бордели. Митволь пояснил, что борьбой с борделями занимаются сотрудники ГУВД, и добавил, что накануне «Наши» опубликовали два адреса «публичных домов». В ходе проверки выяснилось, что один из них находится в ЦАО, а второй — в СВАО.

### Обвинения в нарушениях академической этики
Согласно анализу «Диссернет», кандидатская и докторская диссертации Митволя содержат масштабные недокументированные заимствования из нескольких кандидатских и докторских диссертаций, Митволь также выступил научным руководителем и оппонентом ряда диссертаций, также содержащих недокументированные заимствования, в частности Сергея Борисовича Абрамова (в то время премьер-министр Чечни, ушедший с поста в феврале 2006 года) и сенатора и совладельца компании «Русская медиагруппа» Виталия Богданова.

## Уголовное дело
8 июня 2022 г. Олег Митволь был задержан в аэропорту Внуково и против него было возбуждено уголовное дело о мошенничестве в особо крупном размере (ч. 4 ст. 159 УК РФ). Его подозревают в хищении около миллиарда рублей при проектировании красноярского метро. 10 июня центральный суд Красноярска отправил его под арест. Олег Митволь признал свою вину и заключил досудебное соглашение.
В связи с тем, что Митволь заключил сделку с прокуратурой о сотрудничестве со следствием и готов возместить причинённый государству ущерб, защита просила избрать в отношении него меру пресечения, не связанную с лишением свободы. Красноярский краевой суд 21 июня рассмотрел апелляционную жалобу защиты и отклонил её. В сентябре 2023 года Железнодорожный районный суд г. Красноярска приговорил Олега Митволя к сроку 4,5 года лишения свободы с отбыванием в колонии общего режима . Защита подала апелляцию.

## Звания и награды
- Почётный знак «За отличие в службе» (2005).
- Почётный работник охраны природы (2006).
- Действительный государственный советник РФ 3 класса — 11 января 2008 г. указом Президента РФ присвоен классный чин.

## Семья
- Супруга Митволя Людмила — бывшая ведущая утренних программ на ОРТ и издатель журнала для девушек-подростков «Поколение девчонок». В декабре 2007 года под сценическим псевдонимом «Мила Митволь» выпустила музыкальный альбом «Я буду ждать тебя всегда».
- У супругов есть две дочери: старшая Алиса (1996) и младшая Лея (2015)[52].